# Brochopeltis mjoebergii
Brochopeltis mjoebergii är en mångfotingart som beskrevs av Karl Wilhelm Verhoeff 1924. Brochopeltis mjoebergii ingår i släktet Brochopeltis och familjen orangeridubbelfotingar. Inga underarter finns listade i Catalogue of Life.